# Chemin des Izards
Pour les articles homonymes, voir Izard (homonymie).
Le chemin des Izards (en occitan : camin dels Izards) est une voie  de Toulouse, chef-lieu de la région Occitanie, dans le Midi de la France.

## Situation et accès

### Description
Le chemin des Izards est une voie publique. Il relie les quartiers des Trois Cocus et de Lalande.
Il naît, dans le prolongement de la rue rue Ernest-Renan, au nord de la place des Trois-Cocus, au carrefour du chemin d'Audibert. Long de 2988 mètres, il suit un parcours relativement rectiligne, orienté sud-nord. À partir du carrefour du chemin de Rispet, à l'ouest, et du chemin de Boudou, à l'est, le chemin des Izards marque la limite entre les communes de Toulouse et de Launaguet. Il se termine au carrefour de la route de Launaguet qui se prolonge au nord, par la route de Bessières, jusqu'au centre-ville de Launaguet.
La chaussée, entre le chemin d'Audibert et la rue des Cerisiers, compte une voies de circulation automobile pour chaque sens de circulation, sans aménagement cyclable. Entre la rue des Cerisiers et le chemin de Rispet, des bandes cyclables sont aménagées dans les deux sens, ne laissant qu'une voie de circulation automobile à double sens. Dans sa dernière partie, entre le chemin de Rispet et la route de Launaguet, le chemin des Izards appartient à une zone 30 et la vitesse y est limitée à 30 km/h.

### Voies rencontrées
Le chemin des Izards rencontre les voies suivantes, dans l'ordre des numéros croissants (« g » indique que la rue se situe à gauche, « d » à droite) :
1. Chemin d'Audibert (g)
2. Rue Ernest-Renan (d)
3. Place Micoulaud (g)
4. Rue du Colonel-Paul-Paillole (d)
5. Place Ahmed-Chenane (g)
6. Rue des Chamois (g)
7. Place des Faons (g)
8. Rue des Chamois (g)
9. Rue des Bouquetins (d)
10. Rue des Violettes (g)
11. Rue des Cerises (g)
12. Rue des Cerises (g)
13. Rue Olympe-de-Gouges (d)
14. Rue de la Faisanderie (d)
15. Chemin de Rispet (g)
16. Chemin de Boudou (d)
17. Rue Irena-Sendler (g)
18. Rue de la Violette - Launaguet (d)
19. Rue Virginia-Woolf (g)
20. Rue Edgar-Degas (g)
21. Rue Bordelongue - Launaguet (d)
22. Rue Jorge-Semprun - Launaguet (d)
23. Route de Launaguet

### Transports
Le chemin des Izards est parcouru et desservi dans sa première partie, entre le chemin d'Audibert et la rue Olympe-de-Gouges, par la ligne de bus 41. De plus, au niveau de la place Micoulaud se trouve la station Trois-Cocus de la ligne  du métro, où est également placé le terminus de la ligne de bus 60.
Il existe plusieurs stations de vélos en libre-service VélôToulouse à proximité du chemin des Izards : les stations no 244 (6 rue Antoine-van-Dyck), no 283 (place Micoulaud), no 317 (22-24 boulevard Henri-Gaussen) et no 320 (14 rue Virginia-Woolf).

## Odonymie

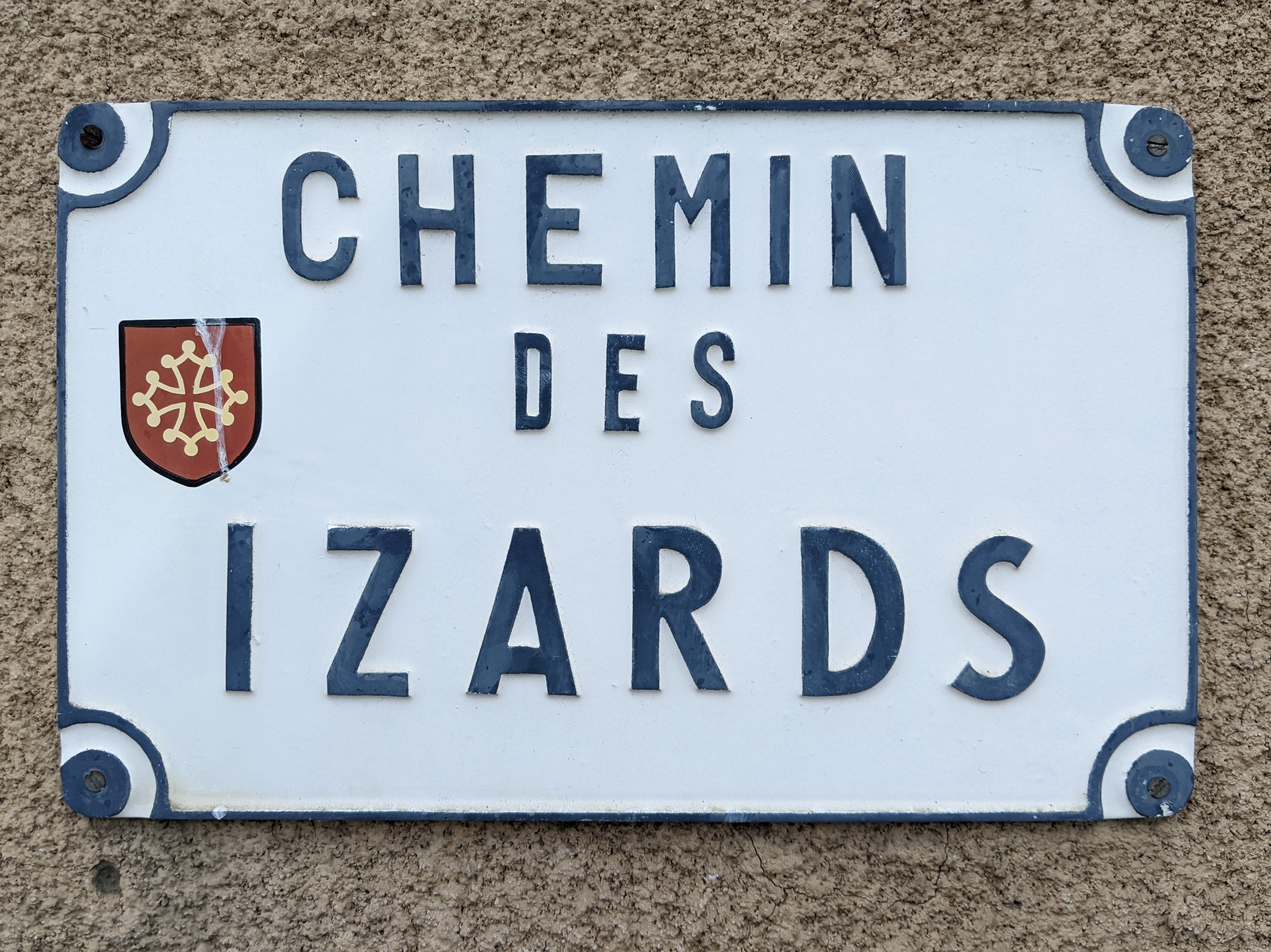
Plaque de rue en français.

Le chemin des Izards tient son nom d'un lieu-dit, la Croix-des-Izards. En effet, une croix de chemin se trouvait au carrefour du chemin de Boudou, à proximité d'une métairie que possédait, au XVIIIe siècle, la famille Izard. Le nom s'appliquait au XVIIIe siècle à tout le chemin, depuis son embranchement avec le chemin de Négreneys (actuelle rue de Négreneys). Ce n'est qu'en 1937 que la municipalité d'Antoine Ellen-Prévot donna à la première partie du chemin, entre le chemin de Négreneys et le chemin de Lanusse, le nom de rue Ernest-Renan.

## Histoire

### Moyen Âge et période moderne
Au Moyen Âge, le chemin des Izards n'est qu'un chemin rural, qui traverse le nord de la campagne toulousaine. Il se prolonge au sud jusqu'à la porte de Pouzonville (emplacement de l'actuel no 46 rue Merly) et au nord jusqu'au village de Launaguet. La plaine qui s'étend au nord de la ville reste cependant peu peuplée, à cause de la mauvaise qualité des sols et des difficultés de l'agriculture. Quelques grands domaines se constituent cependant le long du chemin, tel le domaine Fabié, qui s'étend entre le chemin des Izards, le chemin d'Audibert et la chemin de Launaguet, et appartient à la fin du XVIIe siècle à Jean Fabié, procureur au parlement.

### Époque contemporaine

#### XIXeet première moitié duXXesiècle
Au XIXe siècle, le chemin des Izards conserve un visage profondément rural. Il est bordé de quelques métairies (bòrdas en occitan) et de maisons de maraîchers ou « toulousaines », constructions de brique typiques de la campagne toulousaine (actuels no 79, 89, 97, 115, 127, 129, 143, 157, 161, 163 et 181 ; no 28, 42, 62, 70, 76, 82, 86, 94, 98, 128 et 132). D'autres domaines ont disparu, mais ont laissé des traces dans la toponymie : on trouve ainsi le domaine Bignal, les Izards (emplacement de l'actuel no 2 chemin de Boudou) ou encore Bordelongue (bòrda longa en occitan) à Launaguet (emplacement de l'actuelle rue de Bordelongue).
Certaines familles toulousaines viennent y chercher le calme de la campagne. Au milieu du XIXe siècle, le grand séminaire acquiert l'ancien domaine Fabié pour le repos de ses séminaristes. Au nord, le domaine de Bois-Fleuri est implanté près de la ferme du même nom, à l'angle du chemin de Rispet.
Le domaine Fabié est confisqué, au profit de la commune, à la suite de la loi de séparation des Églises et de l'État, et de l'inventaire des biens du clergé. En 1907, la municipalité décide d'y créer un établissement de mise en quarantaine des personnes contagieuses – le Lazaret de Lalande –, capable d'accueillir environ 80 personnes. Mais on installe aussi à proximité un dépotoir, vaste décharge recevant chaque jour 8 à 10 tonnes d'ordures en 1920. Le quartier s'urbanise progressivement, par la construction des premiers lotissements. En 1924, au nord, un lotissement est créé au lieu-dit de la Croix-des-Izards, autour de la rue de la Faisanderie et de la rue Fabas. Dans les années 1930, le quartier Bignal est aménagé autour de plusieurs rues en impasse sur le chemin des Izards (rue des Cerisiers, impasse des Pêchers). C'est dans ce contexte que le dépotoir du Lazaret est finalement fermé et évacué pour être enfoui dans l'ancienne carrière de Ginestous, en 1939.

#### Deuxième moitié duXXesiècle
La cité des Izards est construite en plusieurs tranches sur une partie de l'ancien domaine du Lazaret de Lalande.
La mairie de quartier est ouverte en juin 1985 et installée en octobre 1987.

#### Première moitié duXXIesiècle
Au début des années 2000, les quartiers que traversent le chemin des Izards connaissent de profonds bouleversements. Au nord, plusieurs résidences sont élevées entre le chemin des Izards et l'avenue de Fronton. 
Au sud, le quartier des Izards, le plus urbanisé souffre d'une image très dégradée, liée à la pauvreté, aux difficultés sociales, ainsi qu'à la délinquance. Il bénéficie d'une vaste opération de renouvellement urbain portée par le Grand projet de ville. Il se caractérise par la démolition de plusieurs immeubles. De nouveaux services publics sont créés avec la construction d'une nouvelle médiathèque, l'ouverture d'une station de métro. Le quartier poursuit sa croissance avec la construction de nombreuses résidences. Ce mouvement s'accompagne de la disparition de plusieurs fermes anciennes, derniers vestiges du patrimoine agricole (ancien n° 34 en 2023). Plusieurs initiatives visent à la préservation de ferme de Borde Bio.

## Patrimoine et lieux d'intérêt

### Fermes

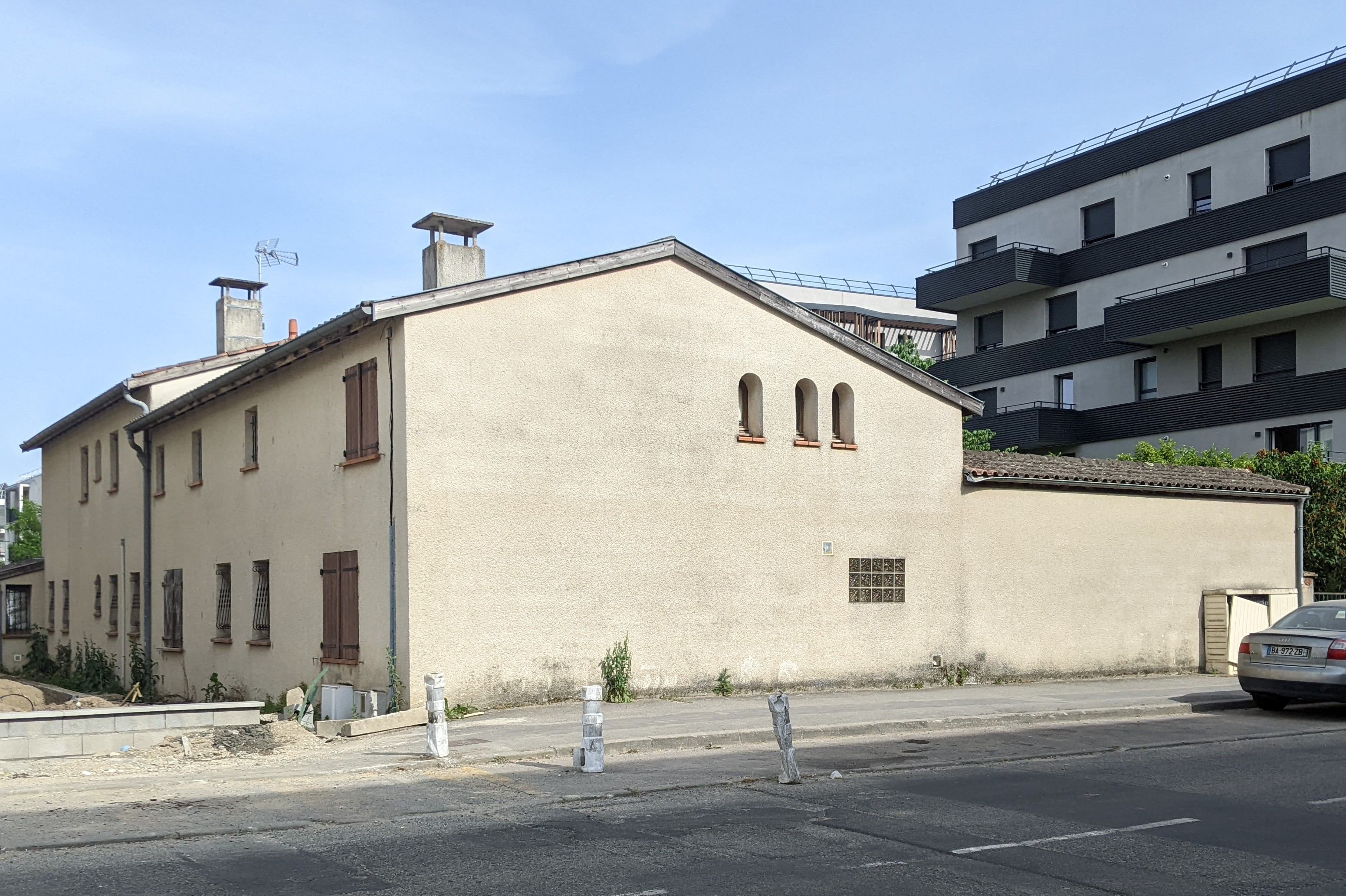
no 34 : ancienne ferme.

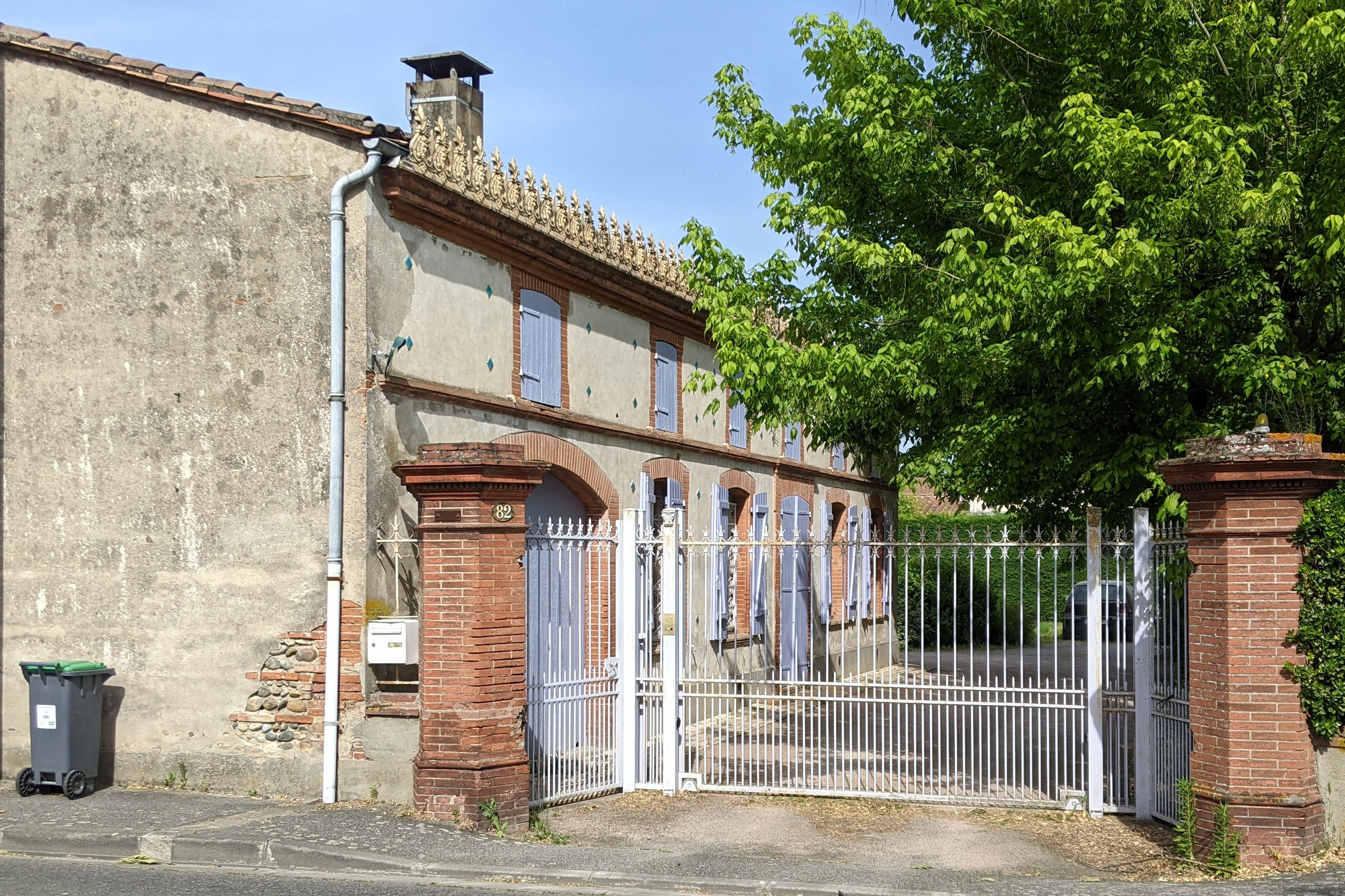
no 82 : ancienne ferme.

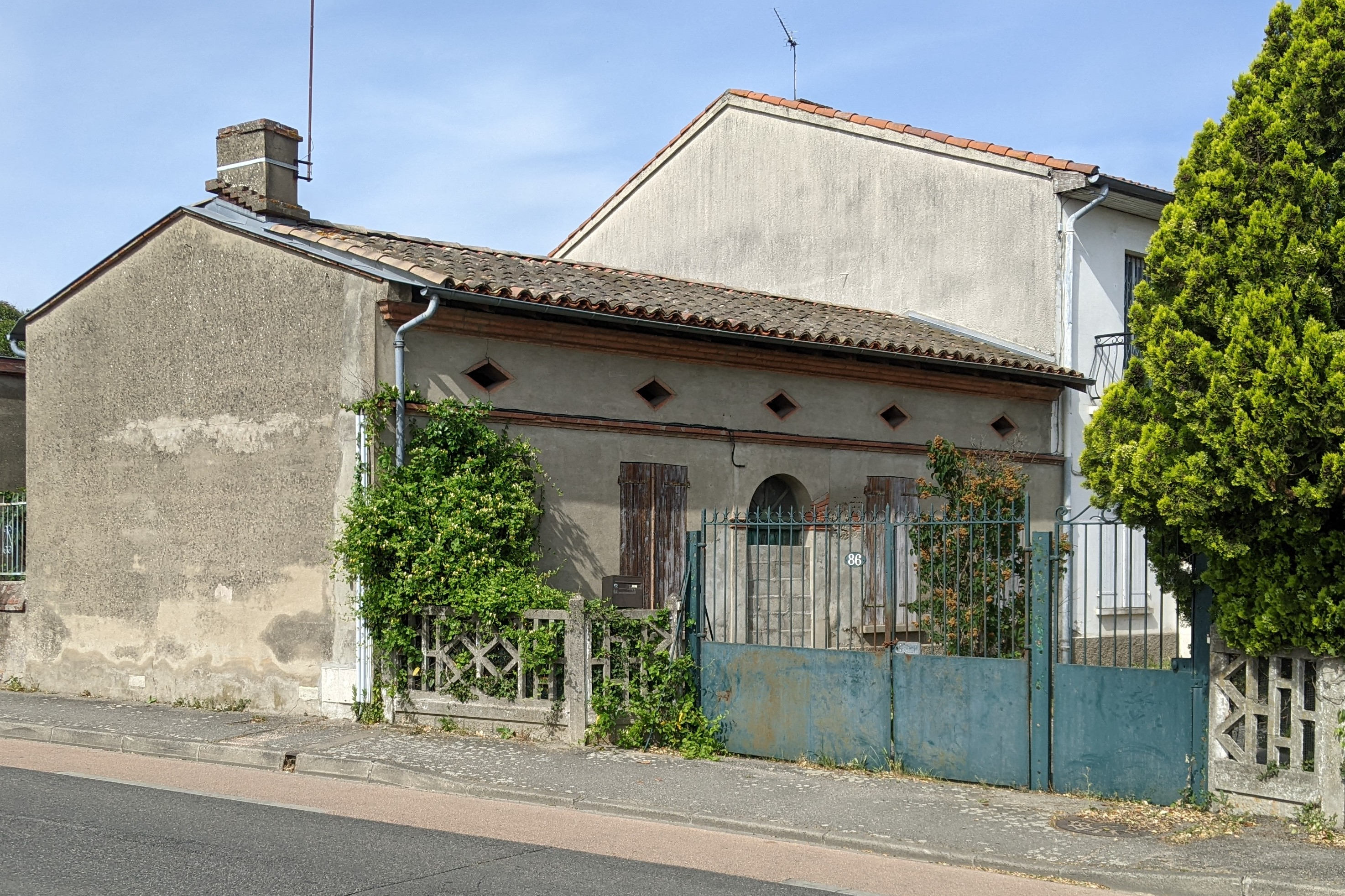
no 86 : ancienne ferme.

- no  34 : ferme.
- no  42 : ferme[10].
- no  70 : ferme[11].
- no  76 : ferme Puget[12].
- no  79 : ferme de Borde Bio[13].

- no  82 : ferme[14].

- no  86 : ferme[15].

- no  89 : ferme[16].
- no  97 : ferme[17].
- no  115 : ferme Bois Fleuri[18].
- no  127 : ferme[19].
- no  128 : ferme[20].
- no  129 : ferme[21].
- no  132 : ferme[22].

### Établissements scolaires
- no  71 : écoles maternelle et élémentaire privées Laudato Si'. 
Le groupe scolaire privé Laudato si' est construit entre 2020 et 2021 à l'emplacement d'une ferme maraîchère. Il est une annexe de l'école privée Sainte-Germaine, ouverte en 2020 dans le quartier de Borderouge (actuel no 13 chemin de Borderouge), qui appartient au réseau de l'enseignement privé catholique sous tutelle diocésaine. L'ensemble ouvre à la rentrée scolaire 2021.

### Jardins et parcs publics

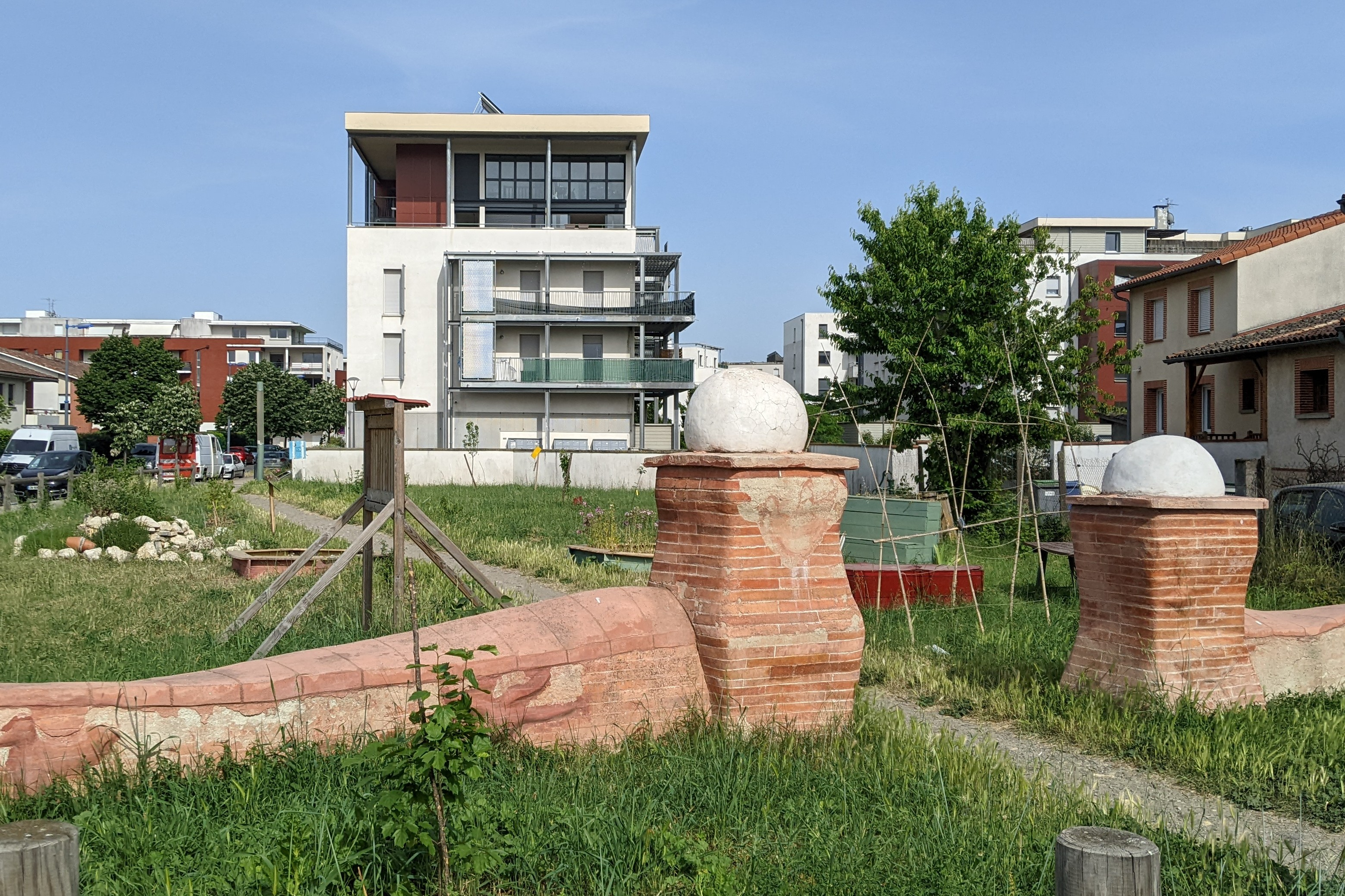
no 8 : jardin des Bouquetins.

- no  48 : jardin des Bouquetins. 
Le jardin des Bouquetins occupe une parcelle de 850 m² laissée libre de construction à l'angle de la rue des Bouquetins. Il est progressivement aménagé par l'action d'associations de riverains à partir de 2018.

- no  72 : jardin des Pots-Bleus.